# Pärlhavsmandel
Pärlhavsmandel (Laona quadrata) är en havslevande snäckart som hör till släktet Laona och familjen Laonidae, inom gruppen bakgälade snäckor. Arten beskrevs av S. Wood 1839. I Catalogue of Life listas den under namnet Philine quadrata i släktet Philine och familjen Philinidae. Arten är reproducerande i Sverige.